# Бургленгенфельд
Бургленгенфельд (нім. Burglengenfeld) — місто в Німеччині, розташоване в землі Баварія. Підпорядковується адміністративному округу Верхній Пфальц. Входить до складу району Швандорф.
Площа — 93,28 км2. Населення становить 13 970 ос. (станом на 31 грудня 2020).